# Tityus
Tityus 
là một chi bọ cạp đuôi dày lớn thuộc họ Buthidae. Tính đến tháng 6 năm 2012, Tityus chứa hơn 200 loài được mô tả phân bố ở Trung Mỹ và Nam Mỹ, từ Costa Rica đến Argentina.
Các chi chứa nhiều bọ cạp nguy hiểm độc, nổi tiếng nhất trong số đó là con bọ cạp vàng Brazil, T. serrulatus. Nọc độc của nó có thể gây ra bệnh nặng (bao gồm viêm tụy), và trong giới trẻ, người già và ốm yếu thậm chí còn gây tử vong.

## Các loài

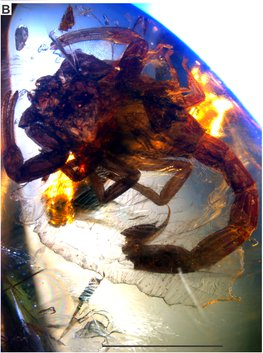
Tityus apozonalli
trong hổ phách

- Tityus aba Candido, Lucas, de Souza, Diaz & Lira-da-Silva, 2005
- Tityus abudi Armas, 1999
- Tityus acananensis González-Sponga, 2009
- Tityus adisi Lourenço, 2002
- Tityus adrianoi Lourenço, 2003
- Tityus ahincoi González-Sponga, 2001
- Tityus altithronus Armas, 1999
- Tityus anasilviae Armas & Abud Antun, 2004
- Tityus androcottoides (Karsch, 1879)
- Tityus anduzei González-Sponga, 1997
- Tityus angelesae Santiago-Blay, 2009
- Tityus anneae Lourenço, 1997
- Tityus antioquensis Lourenço & Otero Patiño, 1998
- Tityus apiacas Lourenço,2002
- †Tityus apozonalli Riquelme, Villegas & González, 2015[4]
- Tityus arellanoparrai González-Sponga, 1985
- Tityus argentinus Borelli, 1899
- Tityus asthenes Pocock, 1893
- Tityus atriventer Pocock, 1897
- Tityus bahiensis (Perty, 1833)
- Tityus bahoruco Teruel & Armas, 2006
- Tityus barquisimetanus González-Sponga, 1994
- Tityus bastosi Lourenço, 1984
- Tityus bellulus Armas, 1999
- Tityus betschi Lourenço, 1992
- Tityus birabeni Abalos, 1955
- Tityus blanci Lourenço, 1994
- Tityus blaseri Mello-Leitão, 1931
- Tityus boconoensis González-Sponga, 1981
- Tityus bolivanus Kraepelin, 1895
- Tityus brazilae Lourenço & Eickstedt, 1984
- Tityus breweri González-Sponga, 1997
- Tityus cachipalensis González-Sponga, 2002
- Tityus caesarbarrioi González-Sponga, 2001
- Tityus canopensis Lourenço, 2002
- Tityus carabobensis González-Sponga, 1987
- Tityus carinatoides Mello-Leitão, 1945
- Tityus caripitensis Quiroga, deSousa & Parrilla-Alvarez, 2000
- Tityus carvalhoi Mello-Leitão, 1945
- Tityus cerroazul Lourenço, 1986
- Tityus championi Pocock, 1898
- Tityus charalaensis Mello-Leitão, 1940
- Tityus charreyroni Vellard, 1932
- Tityus chilensis Lourenço, 2005
- Tityus clathratus C. L. Koch, 1844
- Tityus columbianus (Thorell, 1876)
- Tityus confluens Borelli, 1899
- Tityus costatus (Karsch, 1879)
- Tityus crassicauda (Lourenço, 2013)
- Tityus crassimanus (Thorell, 1876)
- Tityus cuellari Lourenço, 1994
- Tityus culebrensis González-Sponga, 1994
- Tityus cylindricus (Karsch, 1879)
- Tityus dasyurus Pocock, 1897
- Tityus dedoslargos Francke & Stockwell, 1987
- Tityus demangei Lourenço, 1981
- Tityus dinizi Lourenço, 1997
- Tityus discrepans (Karsch, 1879)
- Tityus dorae González-Sponga, 2001
- Tityus duacaensis González-Sponga, 2007
- Tityus dulceae González-Sponga, 2006
- Tityus dupouyi González-Sponga, 1987
- Tityus ebanoverde Armas, 1999
- Tityus ecuadorensis Kraepelin, 1896
- Tityus elii (Armas & Marcano Fondeur, 1992)
- Tityus elizabethae Lourenço & Ramos, 2004
- Tityus elizabethebravoi González-Sponga & Wall Gonzalez, 2007
- Tityus engelkei Pocock, 1902
- Tityus estherae Santiago-Blay, 2009
- Tityus evandroi Mello-Leitão, 1945
- † Tityus exstinctus Lourenço, 1995
- Tityus fasciolatus Pessôa, 1935
- Tityus festae Borelli, 1899
- Tityus filodendron González-Sponga, 1981
- Tityus florezi Lourenço, 2000
- Tityus footei Chamberlin, 1916
- Tityus forcipula (Gervais, 1843)
- Tityus fuhrmanni Kraepelin, 1914
- Tityus funestus Hirst, 1911
- Tityus gaffini Lourenço, 2000
- Tityus gasci Lourenço, 1982
- Tityus gonzalespongai Quiroga, de Sousa, Parrilla-Alvarez & Manzanilla, 2004
- Tityus guaricoensis Gonzalez-Sponga, 2004
- Tityus horacioi Lourenço & Leguin, 2011
- Tityus imei Borges, de Sousa & Manzanilla, 2006
- Tityus indecisus Mello-Leitão, 1934
- Tityus insignis (Pocock, 1889)
- Tityus intermedius Borelli, 1899
- Tityus irapaensis González-Sponga, 2002
- Tityus isabelceciliae González-Sponga, D'Suze & Sevcik, 2001
- Tityus ivani González-Sponga, 2008
- Tityus ivicnancor González-Sponga, 1997
- Tityus jeanvellardi Lourenço, 2001
- Tityus julianae Lourenço, 2005
- Tityus juliorum Santiago-Blay, 2009
- Tityus jussarae Lourenço, 1988
- Tityus kaderkai Kovarik, 2005
- Tityus kalettai González-Sponga, 2007
- Tityus kuryi Lourenço, 1997
- Tityus lancinii González-Sponga, 1972
- Tityus lokiae Lourenço, 2005
- Tityus longidigitus González-Sponga, 2008
- Tityus Lourençoi Flórez, 1996
- Tityus lutzi Giltay, 1928
- Tityus macrochirus Pocock, 1897
- Tityus magnimanus Pocock, 1897
- Tityus maimirensis González-Sponga, 2007
- Tityus manakai González-Sponga, 2004
- Tityus maniapurensis González-Sponga, 2009
- Tityus marajoensis Lourenço & da Silva, 2007
- Tityus maranhensis Lourenço, de Jesus Junior & Limeira-de-Oliveira, 2006
- Tityus martinpaechi Lourenço, 2001
- Tityus matthieseni Lourenço & Pinto-da-Rocha, 2000
- Tityus mattogrossensis Borelli, 1901
- Tityus maturinensis González-Sponga, 2008
- Tityus melanostictus Pocock, 1893
- Tityus melici Lourenço, 2003
- Tityus metuendus Pocock, 1897
- Tityus michelii Armas, 1982
- Tityus microcystis Lutz & Mello, 1922
- Tityus monaguensis González-Sponga, 1974
- Tityus mongei Lourenço, 1996
- Tityus mucusunamensis González-Sponga, 2006
- Tityus munozi Lourenço, 1997
- Tityus neblina Lourenço, 2008
- Tityus neglectus Mello-Leitão, 1932
- Tityus neibae Armas, 1999
- Tityus nelsoni Lourenço, 2005
- Tityus nematochirus Mello-Leitão, 1940
- Tityus neoespartanus González-Sponga, 1996
- Tityus nororientalis González-Sponga, 1996
- Tityus obispoi González-Sponga, 2006
- Tityus obscurus (Gervais, 1843)
- Tityus obtusus (Karsch, 1879)
- Tityus ocelote Francke & Stockwell, 1987
- Tityus osmanus González-Sponga, 1996
- Tityus oteroi Lourenço, 1998
- Tityus ottenwalderi Armas, 1999
- Tityus pachyurus Pocock, 1897
- Tityus pampanensis González-Sponga, 2007
- Tityus paraguayensis Kraepelin, 1895
- Tityus parvulus Kraepelin, 1914
- Tityus paulistorum Lourenço & Qi, 2006
- Tityus perijanensis González-Sponga, 1994
- Tityus pictus Pocock, 1893
- Tityus pintodarochai Lourenço, 2005
- Tityus pittieri González-Sponga, 1981
- Tityus pococki Hirst, 1907
- Tityus portoplatensis Armas & Marcano Fondeur, 1992
- Tityus potameis Lourenço & Leão Giupponi, 2004
- Tityus prancei Lourenço, 2000
- Tityus proseni Abalos, 1954
- Tityus pugilator Pocock, 1898
- Tityus pusillus Pocock, 1893
- Tityus quiriquirensis González-Sponga, 2008
- Tityus quirogae De Sousa, Manzanilla & Parrilla-Alvarez, 2006
- Tityus quisqueyanus (Armas, 1982)
- Tityus ramirezi Esquivel de Verde, 1969 [nomen dubium]
- Tityus raquelae Lourenço, 1988
- Tityus rebieri Lourenço, 1997
- Tityus riocaurensis González-Sponga, 1996
- Tityus rionegrensis Lourenço, 2006
- Tityus riverai Teruel & Sanchez, 2009
- Tityus roigi Maury & Lourenço, 1987
- Tityus rojasi González-Sponga, 1996
- Tityus romeroi González-Sponga, 2008
- Tityus rondonorum Rojas-Runjaic & Armas, 2007
- Tityus rufofuscus Pocock, 1897
- Tityus rugosus Schenkel, 1932
- Tityus rusmelyae González-Sponga, D'Suze & Sevcik, 2001
- Tityus sabinae Lourenço, 1994
- Tityus sanarensis González-Sponga, 1997
- Tityus sanfernandoi González-Sponga, 2008
- Tityus sarisarinamensis González-Sponga, 2002
- Tityus sastrei Lourenço & Flórez, 1990
- Tityus septentrionalis Armas & Abud Antun, 2004
- Tityus serrulatus Lutz & Mello, 1922
- Tityus shiriana González-Sponga, 1991
- Tityus silvestris Pocock, 1897
- Tityus simonsi Pocock, 1900
- Tityus smithii Pocock, 1893
- Tityus soratensis Kraepelin, 1912
- Tityus stigmurus (Thorell, 1876)
- Tityus strandi Werner, 1939
- Tityus surimeridensis González-Sponga, 2002
- Tityus surorientalis González-Sponga, 1996
- Tityus sylviae Lourenço, 2005
- Tityus tamayoi González-Sponga, 1987
- Tityus tayrona Lourenço, 1991
- Tityus tenuicauda Prendini, 2001
- Tityus thelyacanthus Mello-Leitão, 1933
- Tityus timendus Pocock, 1898
- Tityus trinitatis Pocock, 1897
- Tityus trivittatus Kraepelin, 1898
- Tityus tucurui Lourenço, 1988
- Tityus uniformis Mello-Leitão, 1931
- Tityus unus Lourenço & Pinto-da-Rocha, 2000
- Tityus uquirensis González-Sponga, 2001
- Tityus urachichensis González-Sponga, 2007
- Tityus urbinai Scorza, 1952
- Tityus uruguayensis Borelli, 1901
- Tityus vaissadei Lourenço, 2002
- Tityus valerae Scorza, 1954
- Tityus venamensis González-Sponga, 1981
- Tityus ventuarensis González-Sponga, 2009
- Tityus walli González-Sponga & Wall Gonzalez, 2007
- Tityus wayuu Rojas-Runjaic & Armas, 2007
- Tityus yerenai González-Sponga, 2009
- Tityus ythieri Lourenço, 2007
- Tityus zulianus González-Sponga, 1981